# Paula Rueß
Paula Rueß, née Kopp le 3 mai 1902 à Lichtensteig (Suisse) et morte le 8 août 1980 à Esslingen am Neckar (Bade-Wurtemberg, Allemagne), était une résistante allemande de la Seconde Guerre mondiale.

## Biographie
À l'âge de 21 ans, Paula est déjà membre du Parti communiste d'Allemagne (KPD). À partir de 1928, elle travaille au secrétariat du bureau des affaires étrangères de l'Internationale des jeunes communistes à Berlin, puis au secrétariat du comité central du KPD.
Elle se marie pour la première fois en 1925 avec Hermann Nuding (en), un politicien communiste. À la suite de l'arrestation de ce dernier en 1933, Paula émigre à Copenhague, puis en France. Là, elle travaille pour le journal illégal Volk und Vaterland (« Peuple et Patrie ») ainsi que pour l'Internationale communiste. En 1940, elle est internée au camp de Rieucros, situé en actuelle Lozère.
De novembre 1941 à novembre 1943, elle est membre du comité national du KPD à Paris et participe à la rédaction et à l'impression de journaux et de tracts au nom du Comité de l'Allemagne libre pour l'Ouest (Komitee Freies Deutschland für den Westen). À la fin du mois de novembre 1943, Paula Rueß, alors enceinte, est arrêtée à Paris par la Gestapo. Elle est sévèrement torturée par un officier au point d'en perdre son enfant. Le 13 août 1944, elle est déportée avec le dernier convoi de prisonniers dans le camp de concentration de Ravensbrück. Après la Libération, elle s'installe à Esslingen am Neckar, dans le Land allemand de Bade-Wurtemberg.
Après s'être séparée de Nuding, elle se marie en 1947 au politicien communiste Hans Rueß (de) (1901–1974). Paula est dénaturalisée par l'Allemagne national-socialiste et doit mener un combat d'un an pour récupérer la nationalité allemande, car l'administration ouest-allemande refuse de combler les erreurs commises par le national-socialisme.
Durant l'après-guerre, Paula Rueß s'engage dans la politique et devient secrétaire de syndicat. Elle fait partie des membres-fondateurs de l'Union féminine démocratique d'Allemagne et milite en faveur de l'indemnisation des anciens détenus des camps de concentration. Elle s'engage également dans des mouvements pacifistes et dans l'Association des persécutés du régime nazi, et devient membre du Parti communiste allemand (DKP) en 1968. Lors des élections communales de 1975, elle candidate au nom de l'apparentement de listes DKP/FWE.

## Hommages
Sur la façade de sa dernière habitation, une plaque commémorative du Land de Bade-Wurtemberg rend hommage à Paula Rueß et à son implication dans la Résistance.